# Си Би Би Си
Си Би Би Си (на английски: CBBC) е британски канал на Би Би Си.
Стартира на 11 февруари 2002 г. като съпътстваща дейност на Би Би Си, Си Би Би Си предава четиринадесет часа на ден от 7:00 ч до 21:00 ч. Си Би Би Си е насочена основно към зрителите от 6 до 12-годишна възраст. Си Би Би Си печели наградата Канал на годината от детските награди БАФТА през ноември 2008 г. и 2015 г. Каналът има средно 300 000 зрители дневно.

## Сериали
- Боб строителя
- Буу!
- Дребосъчетата
- Новите приключения на Мечо Пух
- Коала братя
- Кръстници вълшебници
- Лизи Макгуайър
- Луи
- Малки роботи
- Мона вампир
- Мързелград
- Пощальона Пат
- Оги и хлебарките
- Скункс Фу!
- Стюарт Литъл: Анимационният сериал
- Финли на пожарна кола
- Телетъбис
- Уич
- Чип и Дейл: Спасителен отряд
- Шон овцете